# Bourbince
De Bourbince is een rivier in Frankrijk. Ze ontspringt te Montcenis en stroomt door het departement Saône-et-Loire. Het is een zijrivier aan de linkeroever van de Arroux, waar ze bij Digoin in uitmondt, kort voor deze zelf samenvloeit met de Loire. Het zuidelijke deel van het Canal du Centre loopt vanaf Blanzy parallel aan de Bourbince.
- Virtual International Authority File: 7982148574285824430000